# Symphonik
Symphonik (na okładce albumu CD jako Symphonik©) – dziesiąty album studyjny Thievery Corporation, wydany 3 kwietnia 2020 roku w Stanach Zjednoczonych przez Eighteenth Street Lounge Music jako CD, podwójny LP oraz digital download.

## Historia i muzyka albumu
15 maja 2017 roku Thievery Corporation we współpracy z kompozytorem-rezydentem Masonem Batesem dał koncert w John F. Kennedy Center for the Performing Arts w Waszyngtonie. W trakcie występu zaprezentował, po raz pierwszy w swojej karierze, własne kompozycje w aranżacji na pełną orkiestrę symfoniczną. Piosenki wybrane z całego okresu działalności zostały przerobione na dłuższe wersje i wykonane z większym rozmachem. Pozytywne doświadczenia z tego koncertu zainspirowały zespół do nagrania albumu studyjnego. Album Symphonik, zrealizowany z praską FILMHarmonic Orchestra zawiera 11 opracowanych na nowo utworów wybranych z trwającej ćwierć wieku kariery Thievery Corporation. Wśród nich znalazły się takie hity jak „Sweet Tides” i „Lebanese Blonde”. Inżynierem dźwięku i współproducentem nagrań był wieloletni współpracownik zespołu, Gianmaria Conti. Poszczególne utwory zaśpiewały solistki znane z wieloletniej współpracy z zespołem: Natalia Clavier, Elin Malgarejo, Shana Halligan i LouLou Ghelichkhani. Album promował singiel „Sweet Tides”, udostępniony 14 lutego 2020 roku za pośrednictwem serwisu Spotify jako streaming. Podobnie jak liczne wspomnieniowe albumy, tak i Symphonik stał się okazją do refleksji na temat wieloletniego sukcesu i niespożytej energii Hiltona i Garzy. Przy okazji premiery albumu Rob Garza zapowiedział powrót zespołu do działalności koncertowej w 2021 roku z wykorzystaniem ostatnich orkiestrowych doświadczeń, zarówno jeśli chodzi o planowane prezentacje dawnych jak i nowych nagrań.

## Lista utworów
Lista utworów na podstawie Discogs:
| Nr  | Tytuł utworu                          | Wokal                    | Długość |
| --- | ------------------------------------- | ------------------------ | ------- |
| 1.  | „Heaven’s Gonna Burn Your Eyes”       | Natalia Clavier          | 3:47    |
| 2.  | „Love Has No Heart”                   | Shana Halligan           | 4:52    |
| 3.  | „Ghetto Matrix”                       | Mr. Lif, Natalia Clavier | 3:58    |
| 4.  | „Passing Stars”                       | Elin Melgarejo           | 2:43    |
| 5.  | „Until The Morning”                   | Natalia Clavier          | 4:05    |
| 6.  | „Depth of My Soul”                    | Shana Halligan           | 5:27    |
| 7.  | „Sweet Tides”                         | LouLou Ghelichkhani      | 5:06    |
| 8.  | „Lebanese Blonde”                     | Elin Melgarejo           | 5:17    |
| 9.  | „Weapons of Distraction”              | Puma                     | 5:09    |
| 10. | „The Forgotten People (Instrumental)” |                          | 4:25    |
| 11. | „Marching the Hate Machines”          | Frank Orrall             | 4:06    |
|     |                                       |                          | 48:55   |

## Wykonawcy
Lista na podstawie AllMusic:

### Muzycy
- Thievery Corporation – instrumenty, produkcja
- Natalia Clavier – śpiew
- LouLou Ghelichkhani – śpiew
- Shana Halligan – śpiew
- Mr. Lif – śpiew
- Elin Melgarejo – śpiew
- Puma – śpiew
- Frank Orrall
- Adam Klemens – dyrygent

### Personel techniczny
- Gianmaria Conti – inżynier dźwięku, miksowanie, producent
- Teddy Abrams, Timo Andres, Mason Bates, Olga Bell, Chris Cerrone, Anna Clyne – aranżacja
- Petr Pycha – kierownik nagrania